# Ethel Muckelt
Ethel Muckelt (Moss Side, 30 maggio 1885 – Altrincham, 13 dicembre 1953) è stata una pattinatrice artistica su ghiaccio britannica.

## Palmarès

### Individuale
| Evento                    | 1923 | 1924 | 1925 |
| ------------------------- | ---- | ---- | ---- |
| Giochi olimpici invernali |      | 3°   |      |
| Campionati mondiali       | 4°   |      | 5°   |

### Coppie
(con Sydney Wallwork)
| Evento          | 1920 |
| --------------- | ---- |
| Giochi olimpici | 5°   |

(con John Page)
| Evento                    | 1924 | 1926 | 1927 | 1928 |
| ------------------------- | ---- | ---- | ---- | ---- |
| Giochi olimpici invernali | 4°   |      |      | 7°   |
| Campionati mondiali       | 2°   | 6°   |      | 4°   |